# St. Peter und Paul (Helmsdorf)
Koordinaten: 51° 17′ 44,5″ N, 10° 21′ 2,8″ O
Die römisch-katholische Filialkirche St. Peter und Paul steht in Helmsdorf, einem Ortsteil von Dingelstädt im thüringischen Landkreis Eichsfeld. Sie ist Filialkirche der Pfarrei St. Martin Hüpstedt im Dekanat Dingelstädt des Bistums Erfurt. Sie trägt das Patrozinium der Apostel Peter und Paul.

## Geschichte
Von der ehemaligen ummauerten Kirche aus der ersten Hälfte des 18. Jahrhunderts sind der Kirchturm im Westen mit der Haube, der offenen Laterne, auf der wiederum eine zweifache Haube sitzt, sowie der fünfseitige ehemalige Chor im Osten erhalten. 1933 bis 1939 wurde die Kirche durch einen Anbau nach Süden rechtwinklig erweitert, der mit einem dreiseitigen Chor abschließt. Ferner wurde eine Sakristei angebaut. In 1970er Jahren wurde die Kirche nochmals vergrößert.
Renovierungen wurden 1957 und 1993 durchgeführt. 2012/2013 erfolgte zudem eine grundlegende Umgestaltung und Renovierung der Kirche. Dabei wurde ein Gemeindezentrum in den Kirchenanbau der 1930er-Jahre eingebaut und die Kirche u. a. mit neuer Beleuchtung und neuer Bestuhlung versehen.

## Architektur
Der Innenraum hat eine Flachdecke. Ein Joch im Osten der ehemaligen Kirche besitzt ein Kreuzrippengewölbe, das Chorpolygon eine halbe Kuppel mit Stichkappen, aufgelegten Gewölberippen und breiten Gurten. Der Turm ist in zwei Geschossen kreuzgratgewölbt und zum Kirchenschiff durch Korbbögen geöffnet. 

## Ausstattung
Die ehemalige Kirchenausstattung wurde um 1970 größtenteils entfernt. Der Hochaltar im Osten von 1722/23 hat ein Altarretabel mit einem Gemälde der Kreuzigung, das Norbert Krohmer 1925 gemalt hat. Seitlich befinden sich Schnitzfiguren der Apostel Petrus und Paulus, von je zwei gedrehten Säulen flankiert. Das Altarretabel besteht aus einer gemalten Verkündigung zwischen Plastiken von Johannes dem Täufer und Jakob dem Älteren. Das Taufbecken ist um 1500 entstanden. Die Kreuzwegstationen hat 1884 Franz Krombach gemalt. Die Glasmalerei im Anbau aus den 1930er Jahren schuf die Coburger Kunstglaserei Bringmann und Schmidt. An der Ostaußenwand befinden sich Epitaphe aus dem 17. und 18. Jahrhundert.
Bei der letzten Renovierung fand ein neuer Altar und Ambo seinen Platz, beide aus Stein, durch einen Künstler entworfen und vom Steinmetzbetrieb Hildebrandt, Geisleden, geschaffen.

## Orgel
Die Orgel mit 21 Registern, verteilt auf zwei Manuale und Pedal, wurde im 19. Jahrhundert von einem unbekannten Orgelbauer gebaut und im 1960 von Hans Helfenbein umgebaut.